# 신의 입자
《신의 입자》(The God Particle: If the Universe Is the Answer, What Is the Question?)는 1993년에 노벨 물리학상 수상자 리언 레더먼과 과학저술가 딕 테레시가 공저한 교양과학서이다.
소크라테스 이전 철학자 데모크리토스에서 시작하여 뉴턴, 보슈코비치, 패러데이, 러더퍼드를 거쳐 20세기의 양자물리학에 이르는 입자물리학 약사를 다루고 있는 책이다.
원래 저자들은 "Goddamn particle"이라고 하려고 했는데 출판사에서 반려를 먹어서 "God particle"이 되었다고 한다.

## 같이 보기
- 프랑수아 앙글레르
- 힉스 메커니즘
- 대형 강입자 충돌기
- 피터 힉스
- 로버트 브라우트
- 코펜하겐 해석